# Frank Oz
Frank Oz (Richard Frank Oznowicz, Hereford, Engleska, Ujedinjeno Kraljevstvo, 25. svibnja 1944.), američki glumac, redatelj i lutkar, rođen u Britaniji.
Rodio se u engleskom Herefordu. Njegovi su roditelji, Frances i Isidore Oznowicz, bili lutkari, a on sam time se bavi od 1963. godine pa do danas. Otac mu je bio poljsko-nizozemski Židov koji se borio protiv nacista u sklopu Nizozemskih brigada. Majka Frances bila je katolkinja.
U petoj godini zajedno s roditeljima odlazi u Los Angeles, te pohađa gradski koledž u Oaklandu. Vrlo se rano zainteresirao za glumu, a posudio je i glas nekolicini likova iz Muppeta. Tvorac Muppeta Jim Henson bio mu je veliki prijatelj. 
Oz je poznat i po tome što je osmislio lik i glas Yode u serijalu Ratovi zvijezda. Redatelj serijala George Lucas bio je toliko oduševljen njegovom izvedbom da mu je pokušao priskrbiti nominaciju za Oscara u kategoriji Najbolji sporedni glumac.
Do sada je režirao 12 filmova među kojima se ističu "Mala trgovina užasa", "Prljavi pokvareni varalice" (Steve Martin i Michael Caine), "Stepfordske supruge" obrada iz 2004.), te "Tko je kome smjestio" (2001.) - zadnji film u kojem je nastupio Marlon Brando.
Pojavio se u oba filma o "Braći Blues" kao upravitelj zatvora. (cameo- uloga).
Oženjen je s Robin Garsen od 1979. Nema djece.